# Ib Olsen
Jørgen Ib Olsen, danski veslač, * 9. november 1929, Højelse, † 9. november 2009.
Olsen je za Dansko nastopil na Poletnih olimpijskih igrah 1948 v Londonu kot krmar danskega četverca s krmarjem in osvojil bronasto medaljo.